# Pascual Cervera
Pascual Cervera y Topete (18 de fevereiro de 1839 - 3 de abril de 1909) foi um Almirante espanhol e comandante da Frota do Caribe durante a Guerra Hispano-Americana. Antes disso, serviu o seu país em várias de funções militares e políticas. 

## Biografia
Nascido em Medina-Sidonia, Cervera era um veterano condecorado da Marinha espanhola, e serviu com alguma distinção durante as guerras carlistas antes de se aposentar do serviço ativo para atuar como chefe do Ministério da Marinha, o corpo burocrático que governava a marinha de guerra e mercante da Espanha. Durante seu mandato, Cervera tentou uma série de reformas de longo alcance para acertar o que ele chamou os males numerosos de administração naval espanhola no momento. 
Tentando modernizar em vão a marinha, Cervera até disse numa entrevista que se uma batalha entre a marinha espanhola e norte-americana acontecesse seria um Segunda Trafalgar, ou seja, seria um grande desastre para os espanhóis. Em 1896, Cervera deixou o seu cargo quando suas reformas foram rejeitadas pelos políticos. Em 1898, iniciou a Guerra Hispano-Americana e Cervera foi nomeado comandante da Frota do Caribe, ele reuniu seus navios partindo da Espanha até Porto Rico, a frota ficou descansando um pouco em Cabo Verde, até que o governo português, para manter a sua neutralidade pediu para que se retirassem. Os espanhóis chegaram no Caribe, quase sem combustível, tentaram comprar carvão dos franceses em Martinica, mas a França, que também estava neutra, recusou-se à vender, a Holanda também estava neutra, mas ainda vendeu 600 toneladas de carvão. 
Como Porto Rico estava bloqueado pelos navios norte-americanos, Cervera foi para Santiago de Cuba, dias depois a frota norte-americana também bloqueou a ilha de Cuba, aprisionando a frota espanhola em Santiago de Cuba, em 3 de julho, Cervera decidiu tentar fugir do bloqueio e navegar para o mar aberto para tentar salvar seus navios, mas foi uma catástrofe, os norte-americanos descobriram e iniciaram uma perseguição que destruiu toda a frota espanhola. Após a derrota, Cervera foi julgado pela Corte Marcial que o absolveu por reconhecer que a derrota não foi culpa dele, mas sim dos políticos que se recusavam a modernizar a frota.
Cervera viveu os seus últimos anos tranquilamente e sempre fiel à monarquia, além de obter o carinho do povo que o considerava um herói nacional. Em 3 de abril de 1909, Cervera faleceu. Para homenageá-lo, o governo construiu um cruzador leve sendo batizado com o seu nome.